# Anisotremus scapularis
Anisotremus scapularis és una espècie de peix pertanyent a la família dels hemúlids.

## Descripció
- Pot arribar a fer 40 cm de llargària màxima i 896 g de pes.[6][7][8]

## Alimentació
Menja invertebrats bentònics i matèria orgànica flotant.

## Hàbitat
És un peix marí, associat als esculls i de clima tropical que viu entre 3 i 30 m de fondària (normalment, entre 3 i 12).

## Distribució geogràfica
Es troba al Pacífic oriental: des de l'Equador fins a Antofagasta (Xile).

## Observacions
És inofensiu per als humans.